# Je flotterai sans envie
Série
Compilation, 12 instants d'amour non partagé
(2007)
Pour plus de détails, voir Fiche technique et Distribution.
Je flotterai sans envie est un documentaire français réalisé par Frank Beauvais et sorti en 2008.

## Fiche technique
- Titre : Je flotterai sans envie
- Réalisation : Frank Beauvais
- Scénario : Frank Beauvais
- Photographie : Frank Beauvais
- Son : Frank Beauvais et Philippe Grivel (mixage)
- Montage : Thomas Marchand
- Production : Les Films du Bélier
- Durée :  46 minutes
- Date de sortie : France - 24 novembre 2008

## Distribution
- Arno Kononow

## Distinctions

### Récompenses
- Festival du film de Belfort - Entrevues 2008 : Grand prix du court métrage et mention spéciale du Prix One + One[1]

### Sélections
- Festival international du film de Locarno 2008[2]
- Festival Côté court de Pantin 2009
- Rencontres internationales du moyen métrage de Brive 2009[3]